# Alto Alegre (kommun i Brasilien, São Paulo)
Alto Alegre är en kommun i Brasilien.   Den ligger i delstaten São Paulo, i den södra delen av landet, 700 km söder om huvudstaden Brasília. Antalet invånare är 4 105.
Följande samhällen finns i Alto Alegre:
- Alto Alegre

Omgivningarna runt Alto Alegre är en mosaik av jordbruksmark och naturlig växtlighet. Runt Alto Alegre är det glesbefolkat, med 13 invånare per kvadratkilometer.